# 亚球孢黑腹菌
亚球孢黑腹菌（学名：Melanogaster subglobisporus）是属于牛肝菌目黑腹菌科黑腹菌属的一种担子菌。该种分布于中国。